# Jacques Henri Alberti
Jacques Henri Alberti (ou Jacob Heinrich), né en 1730 et mort le 28 octobre 1795 à Strasbourg, est un orfèvre  actif à Strasbourg au XVIIIe siècle.

## Biographie

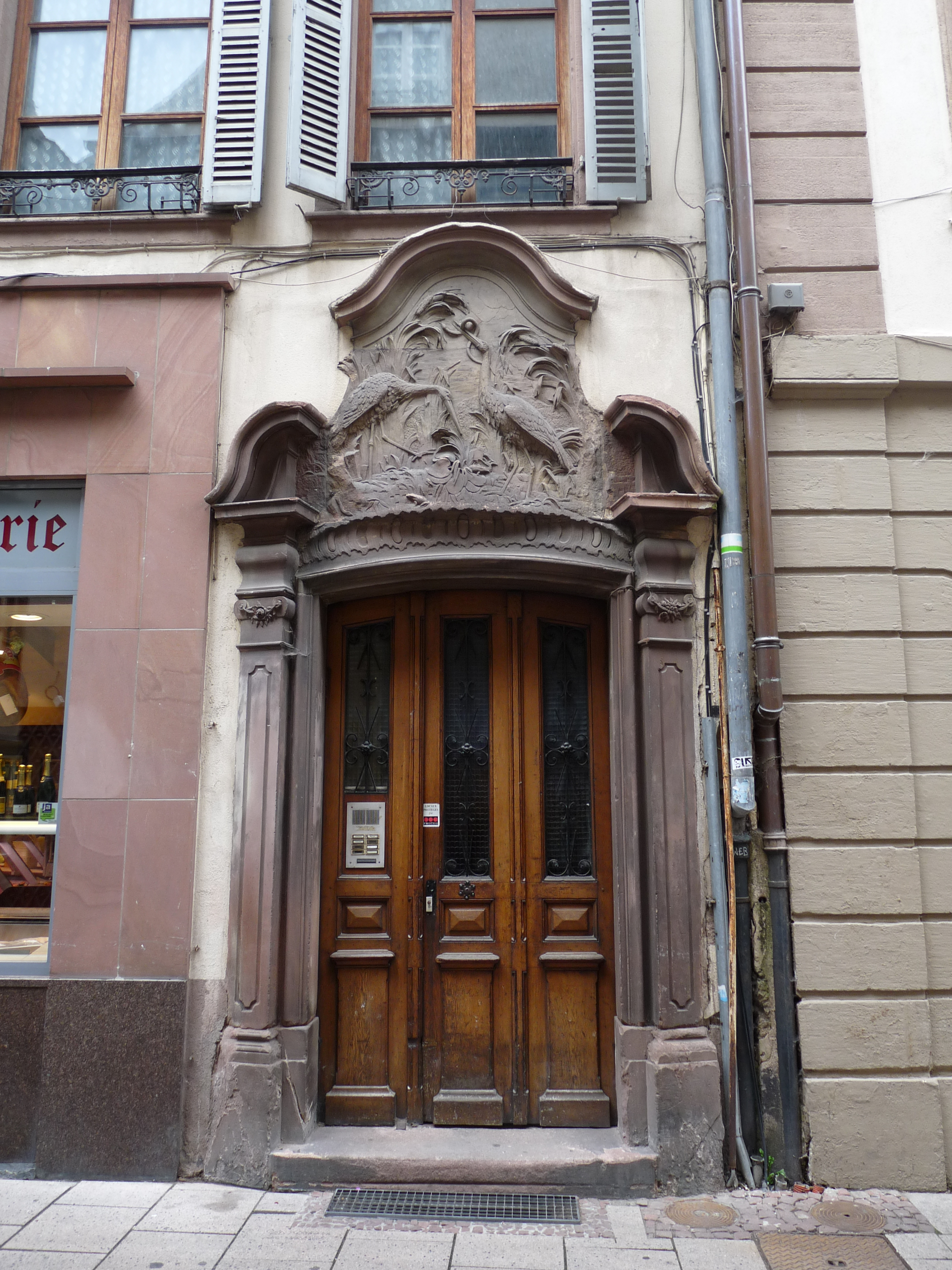
La maison aux Cigognes au 14, rue des Orfèvres à Strasbourg.

Une incertitude susbsiste autour de son lieu de naissance. S'appuyant sur son acte de décès, plusieurs sources situent son lieu de naissance à Baerenthal, mais l'archiviste Christian Wolff constate que son acte de baptême est introuvable à Baerenthal, alors paroisse d’Offwiller de 1726 à 1735. Une autre source se réfère au protocole de la tribu de l'Échasse (1764) pour situer son lieu de naissance à Stahlberg près de Meisenheim dans le Palatinat.
Son père, Jean-Christophe Alberti, était régisseur des mines de fer et sa mère Catherine Salomé Emmerich était la nièce de l’orfèvre Charles Louis Emmerich.
D'abord compagnon de 1756 à 1765 chez Jean-Louis Imlin III, il est reçu maître en 1764, puis dirige l'atelier Imlin de 1769 à 1780.
En 1783, Jacques Henri Alberti fonde avec l’orfèvre célibataire Jean Henri Ehrmann une société sous la raison Alberti et Emmerich, qui a pour objet l’achat, la vente et la fabrication d’orfèvrerie. Ce contrat de douze ans prévoit la rémunération et le logement de l’associé. Cependant il est rompu le 29 mars 1790.
Alberti meurt le 28 octobre 1795 dans la maison où se trouvait son atelier, connue aujourd'hui sous le nom de « maison aux Cigognes », au 14 actuel de la rue des Orfèvres. L'édifice est inscrit au titre des monuments historiques le 13 juin 1929.

## Œuvre
Le musée des Arts décoratifs de Strasbourg détient plusieurs œuvres.

Pièces du musée des Arts décoratifs de Strasbourg.
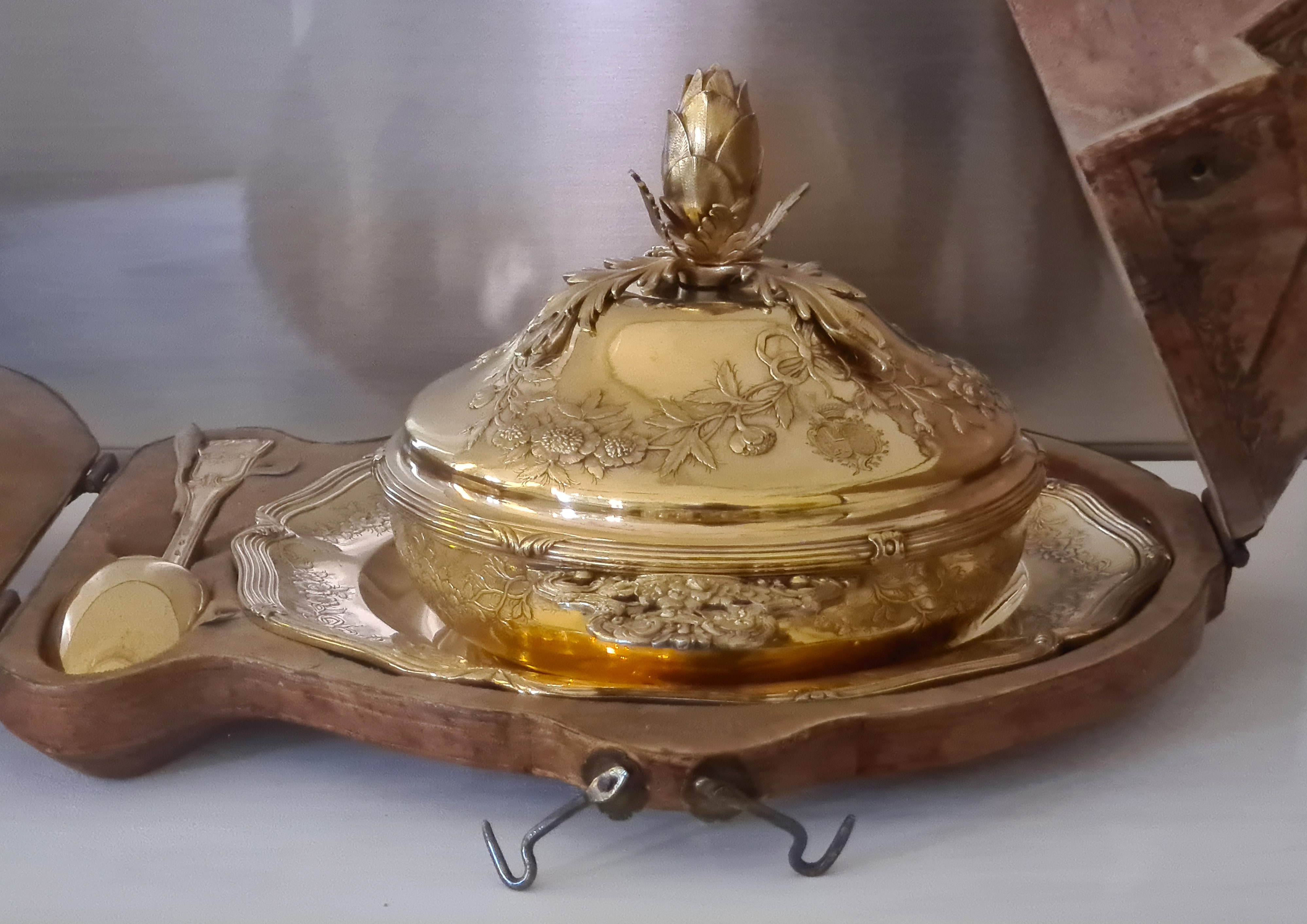
Écuelle avec présentoir (1771-1772)[6].
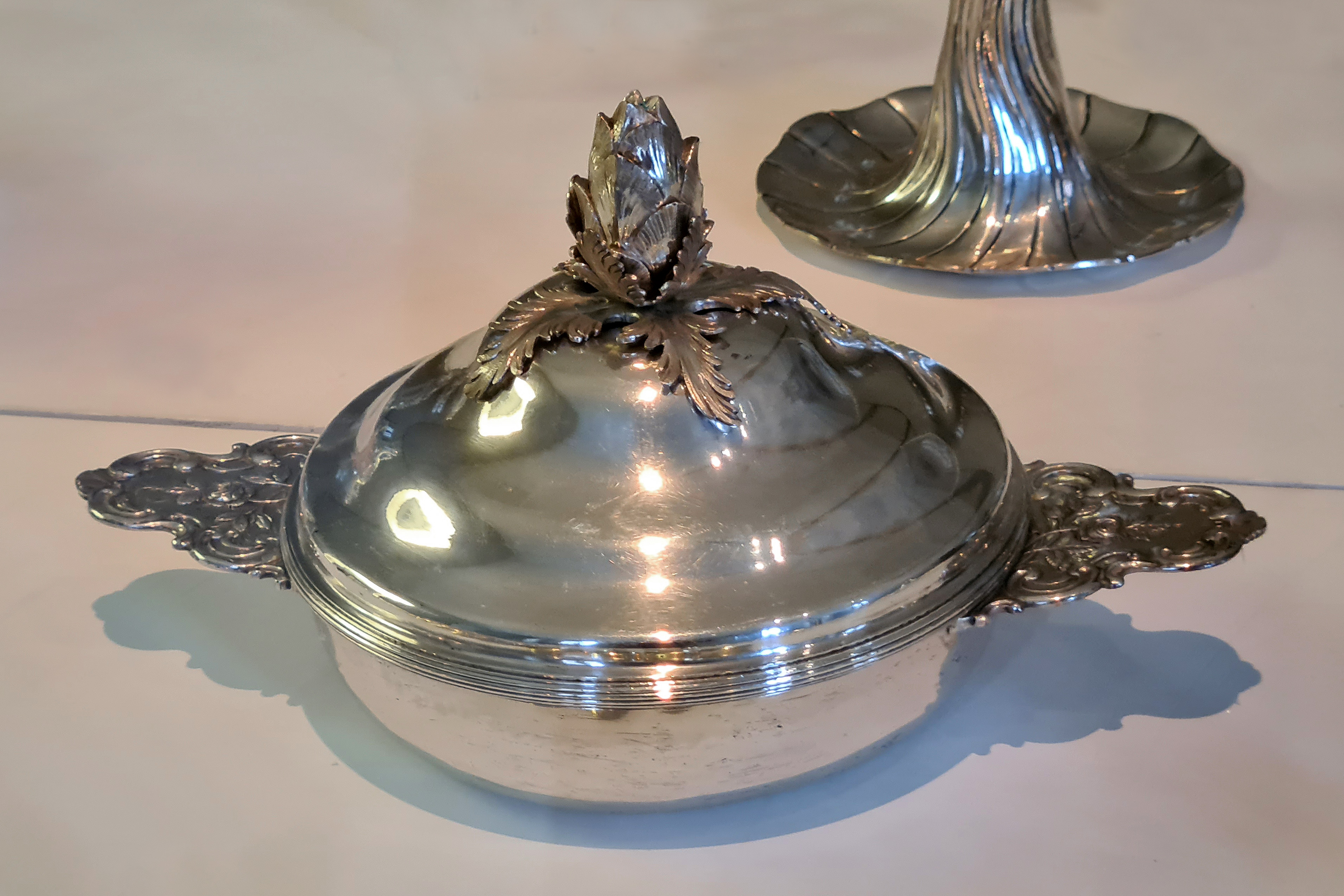
Écuelle couverte (1772)
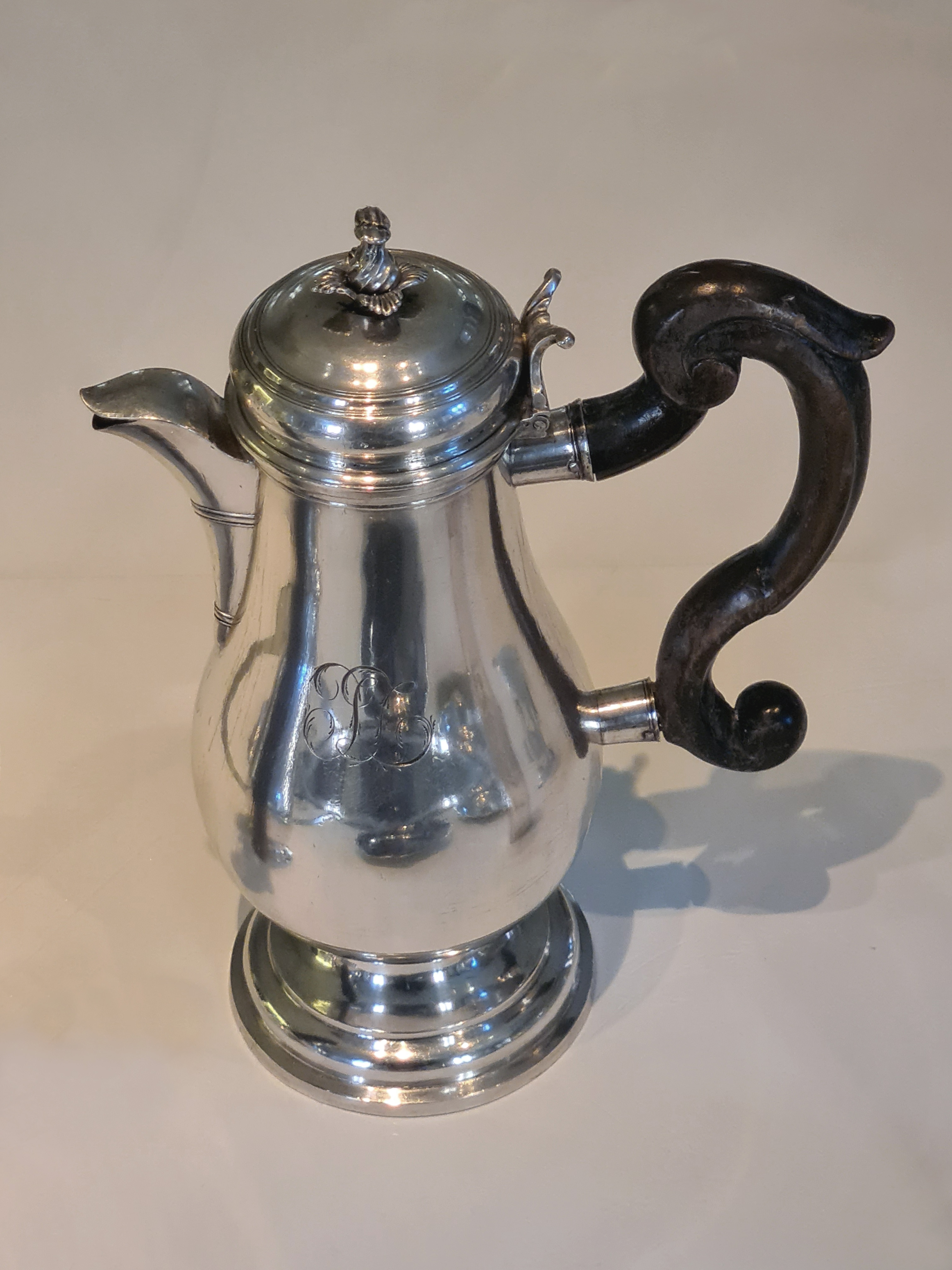
Cafetière (1772)[8].
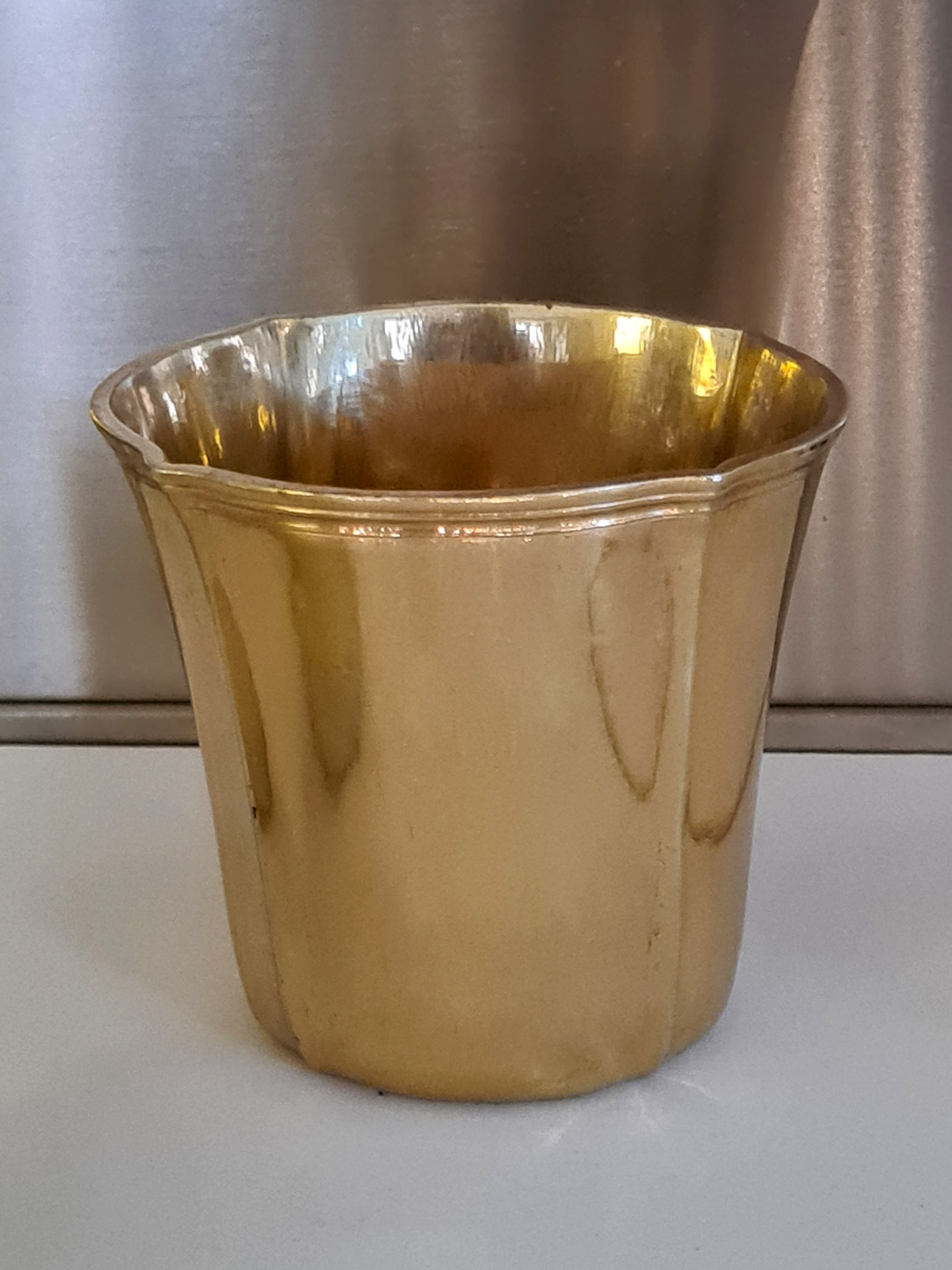
Gobelet ovale (1773)[9].
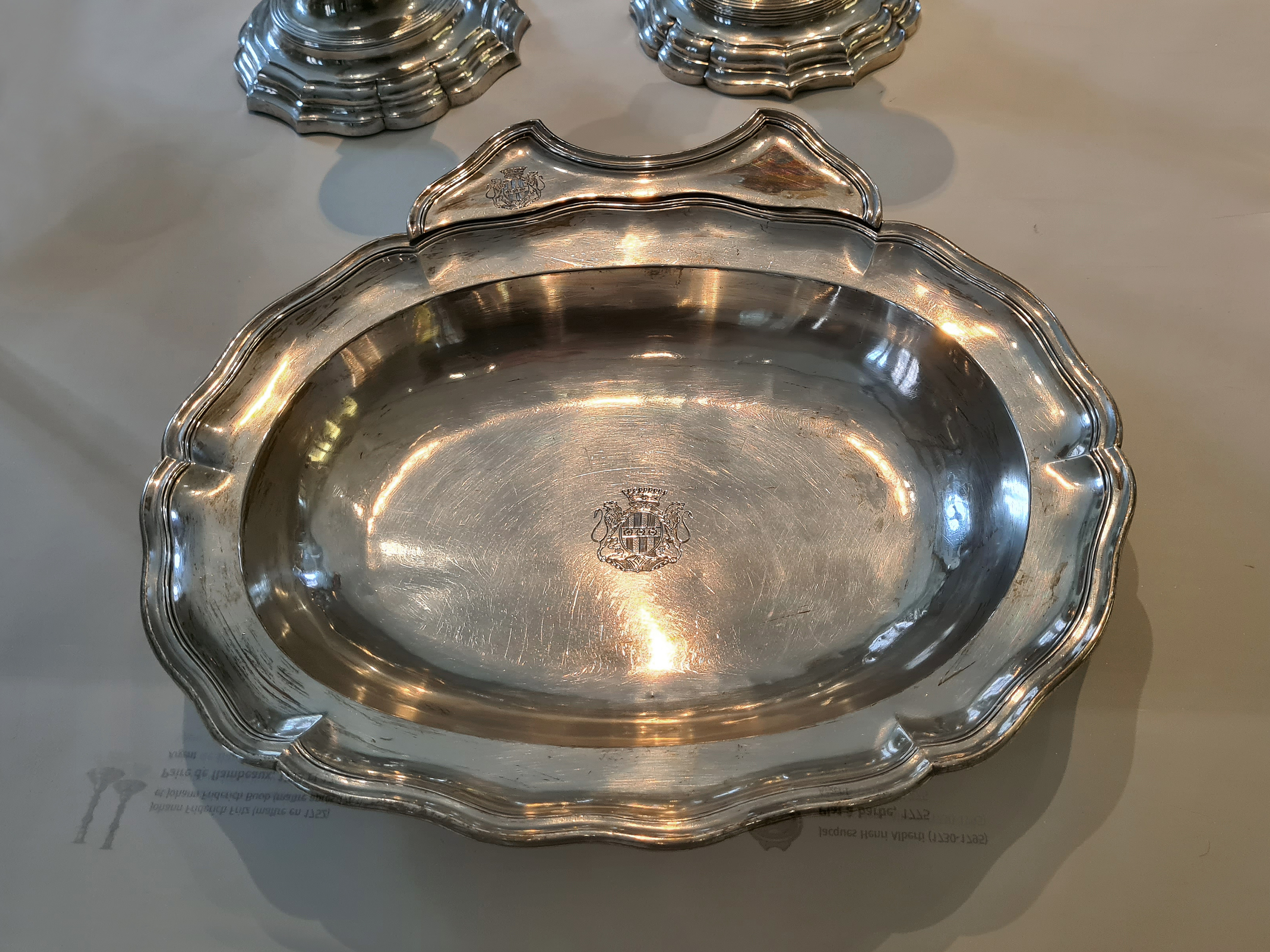
Plat à barbe (1775)[10].
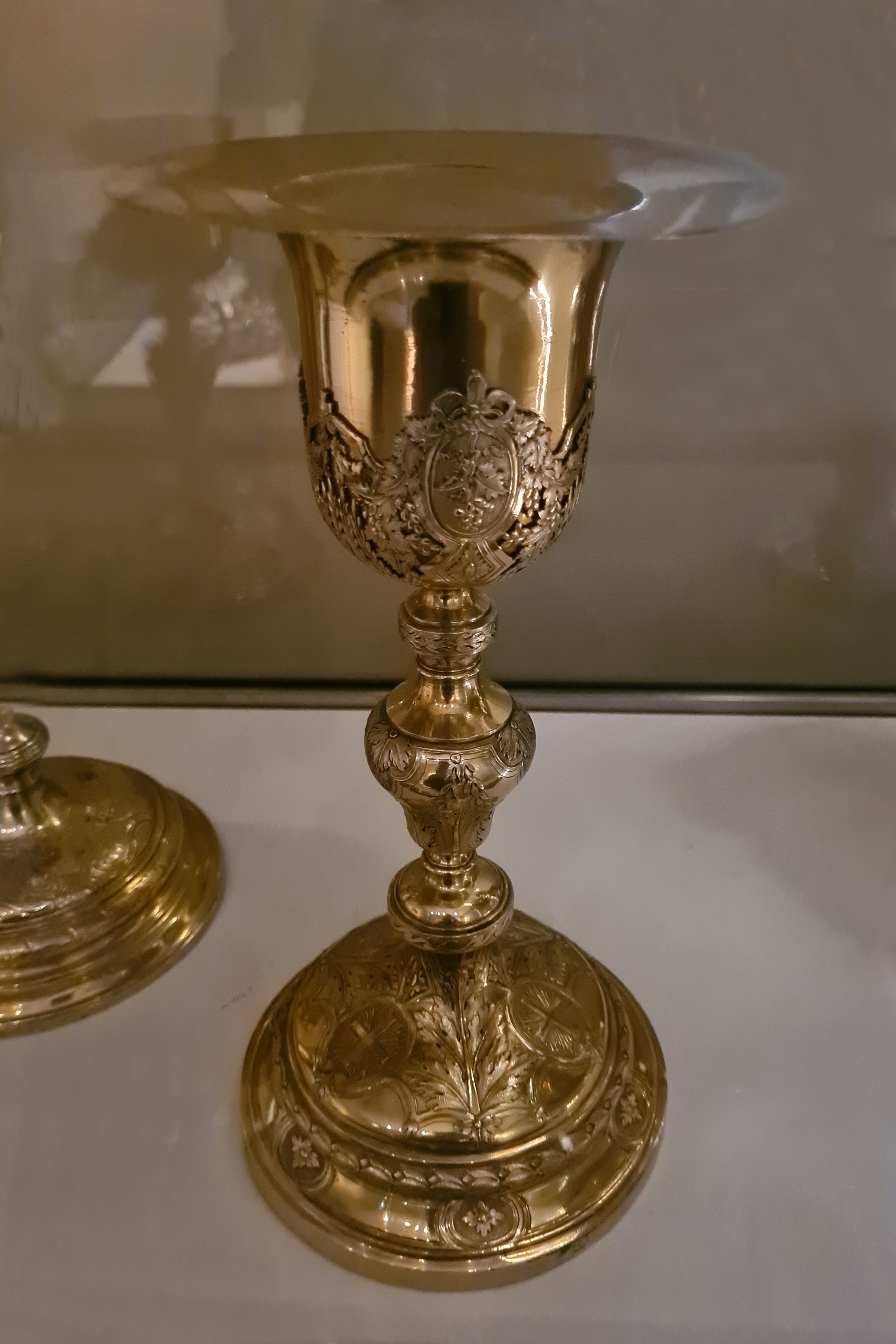
Calice et patène (1778)[11].
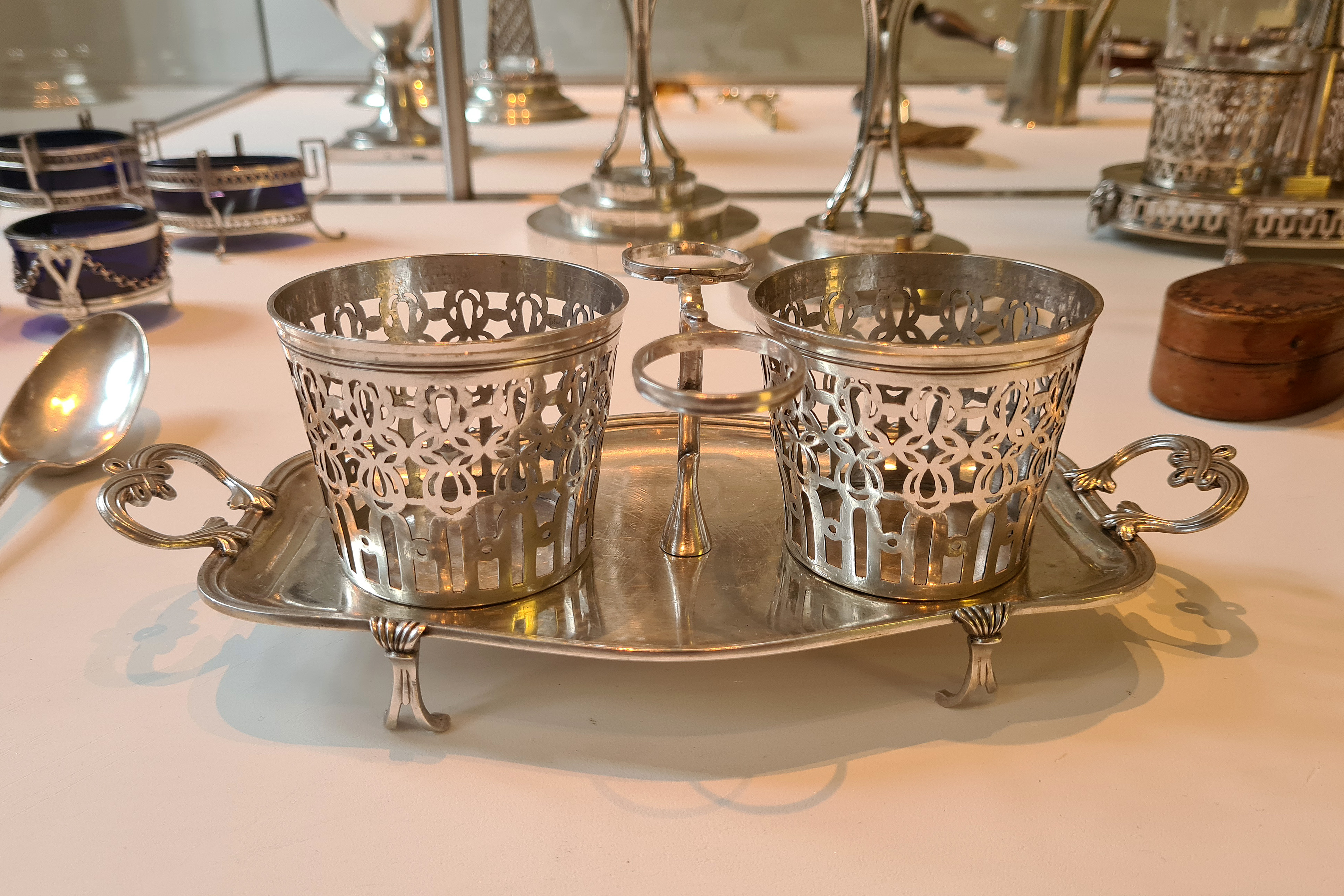
Huilier (1786)[12].

D'autres pièces figurent au musée des Arts décoratifs de Paris, dans les collections Alain de Rothschild et chez des particuliers.